# イタボガキ
イタボガキ（板甫牡蠣、草鞋蠣、学名: Ostrea denselamellosa）は、カキ目イタボガキ亜目カキ上科イタボガキ科の二枚貝である。学名は1869年にカール・エミル・リシュケによって命名された。別名としてボタンガキなどがある。

## 分布
国内については太平洋側が房総半島以南、日本海側が北海道南部以南、国外については南シナ海のベトナム、マレーシア、大陸中国、台湾、韓国で、潮下帯から水深30m前後の浅海に多く棲息し、場合によっては低潮線下数mの所にもみられる。

## 利用
かつては普通種として採取され食用として流通していたが近年漁獲量が激減し、人工採苗による個体数回復の試みがなされている。また貝殻は日本画の絵具や漢方薬、飼料として利用される。